# 1149 Volga
1149 Volga este un asteroid din centura principală, descoperit pe 1 august 1929, de Evghenii Skvorțov.